# 포근한 밤 김경옥입니다
포근한 밤 김경옥입니다는 경인방송에서 매일 저녁 8시부터 밤 10시까지 방송 중인 음악 프로그램이다.

## 개요
지친 하루, 이곳에 머물고, 기대세요. 그대를 쉬게 할 이 곳. <포근한 밤 김경옥입니다>.

## 코너 소개

### 매일 코너
- 인생의 찰나, 찰나의 사색

### 요일 코너
- 월 : 라면 먹고 갈래요?
- 화 : 우아한 잡화점
- 수 : 포근한, 밤낭독
- 목 : 레트로 음악 감상실
- 금 : 은밀하게, 다정하게
- 토 : 포밤, 책 마실
- 일 : 100대 명반 귀동냥